# Bloque Occidental de las FARC-EP
El Bloque Occidental o Comando Conjunto de Occidente o Bloque Alfonso Cano era una de las 7 unidades subdivisionales de la guerrilla de las Fuerzas Armadas Revolucionarias de Colombia Ejército del Pueblo. (FARC-EP).

## Historia
Fundado en 1993 con la octava conferencia, pero operativo desde 1971 con el Frente 6 Hernando González Acosta, en el Cauca una de las regiones iniciales de las FARC-EP. Estaba liderado por Alfonso Cano quien tras su muerte fue sucedido por Jorge Torres Victoria alias 'Pablo Catatumbo' y contaba con 949 guerrilleros hasta 2009. En 2012 se denomina Bloque Alfonso Cano, como homenaje al comandante abatido por las Fuerzas Militares.
El 31 de agosto de 1999, el Frente Urbano Manuel Cepeda se tomó la Central del Alto Anchicayá y secuestró a 126 personas.
El 11 de abril del 2002, miembros del frente Manuel Cepeda Vargas ayudaron a planear el secuestro de los 12 diputados del Valle del Cauca y que fue ejecutado por miembros de la Columna Móvil Teófilo Forero. Hasta el 10 de julio del 2003, se llevó a cabo la Operación Calima en la Segunda Brigada de Infantería de Marina, y la Fuerza Aérea Colombiana, ubicaron y destruyeron en el área general del río Raposo, un campamento del Frente Manuel Cepeda Vargas.
El 28 de noviembre de 2006, en la Operación Nebulosa, se incautaron artefactos explosivos al Frente Manuel Cepeda Vargas.
No fue hasta que el 9 de abril del 2007, las autoridades sindicaron al Frente Manuel Cepeda Vargas, del atentado contra el Comando de la Policía Nacional en Cali.
Meses después, el Comando Conjunto de Occidente de las FARC-EP confirmó que después de un enfrentamiento realizado el 18 de junio del 2007 contra una "unidad militar sin identificar", murieron  11 de los 12 diputados de la Asamblea del Valle que permanecían secuestrados

## Miembros principales
| Foto | Jerarquía | Alias                           | Nombre                   | Nota                                                 |
| ---- | --- | ------------------------------- | ------------------------ | ---------------------------------------------------- |
|      | Comandante del Bloque                                                                                         | Pablo Catatumbo                 | Jorge Torres Victoria    | Desmovilizado                                        |
|      | Jefe del Bloque                                                                                               | Pacho Chino, Miller Munar Munar | Edgar López Gómez        | Desmovilizado                                        |
|      | Comandante del Bloque, miembro del Secretariado y comandante máximo tras la muerte de Manuel Marulanda Vélez. | Alfonso Cano                    |                          | Abatido en la Operación Odiseo.                      |
|      | Jefe de milicias del Cauca                                                                                    | Matías                          | Eliecer Rueda            |                                                      |
|      | Comandante del Frente 30                                                                                      | Leonel                          | Diego Ardila Merchán     |                                                      |
|      | Segundo al mando Bloque Occidental                                                                            | Walter Mendoza                  | José Vicente Lesmes      | Miembro de Disidencias de las FARC-EP                |
|      | cabecilla del Frente Urbano Manuel Cepeda Vargas.                                                             | 'Santiago'                      | Gustavo Cardona Arbeláez |                                                      |
|      | Comandante y fundador del Frente Urbano Manuel Cepeda Vargas.                                                 | 'JJ'                            | Milton Sierra Gómez      | Fue abatido por la Armada Nacional en junio de 2007. |

## Estructura y Área de operaciones
Tenía 5 columnas móviles (Miller Perdomo, Gabriel Galvis, Jacobo Arenas, Daniel Aldana y Mariscal Sucre) y 5 compañías móviles, además poseía 5 Frentes (6, 8, 29, 30, 60), un Frente Urbano en Cali y un Bloque Móvil. 
| Frente o Columna                   | Departamento            |
| ---------------------------------- | ----------------------- |
| Frente 6, Hernando González Acosta | Cauca y Valle del Cauca |
| Frente 8, José Gonzálo Franco      | Cauca                   |
| Frente 29, Alfonso Arteaga         | Nariño, Cauca           |
| Frente 30, José Antonio Páez       | Valle del Cauca y Cauca |
| Frente 60, Jaime Pardo Leal        | Nariño                  |
| Frente Urbano Manuel Cepeda Vargas | Valle del Cauca         |
| Bloque Móvil Arturo Ruiz           | Valle del Cauca         |
| Columna Móvil Gabriel Galvis       | Valle del Cauca         |
| Columna Móvil Daniel Aldana        | Nariño                  |
| Columna Móvil Miller Perdomo       | Valle del Cauca         |
| Columna Jacobo Arenas              | Cauca                   |
| Columna Móvil Mariscal Sucre       | Nariño                  |
| Compañía Móvil Alonso Cortés       | Valle del Cauca y Cauca |
| Compañía Móvil Arturo Ruiz         | Valle del Cauca         |
| Compañía Victor Alirio Saavedra    | Valle del Cauca         |
| Compañía Móvil Alirio Torres       | Valle del Cauca         |
| Compañía Móvil Víctor Saavedra     | Valle del Cauca         |

## Delitos y financiación

### Narcotráfico
En los municipios de Guapi, El Tambo y Buenaventura (Valle del Cauca) se incautaron insumos para producir pasta de coca. En los municipios de Santa Bárbara, Tumaco, Policarpa, Roberto Payán, Olaya Herrera (Nariño), Guapi, El Tambo y Buenaventura (Valle del Cauca) se sembraron hasta 100 hectáreas de coca. Asimismo en Policarpa, Tumaco y Buenaventura (Valle del Cauca) se incautaron laboratorios para el proceso de coca. Los municipios donde se encontraron estupefacientes son: Puerres, Roberto Payán, Tumaco, Miranda (Cauca), Santander de Quilichao y Buenaventura (Valle del Cauca).

### Secuestro
Fueron responsables de secuestros como el de los 12 diputados del Valle del Cauca.

## Proceso de paz y desmovilización
Zona Veredal Transitoria de Buenos Aires. Polideportivo por la paz Nicolás Fernández en La Elvira, en el municipio de Buenos Aires (Cauca).